# Heimkehrerlager Gronenfelde

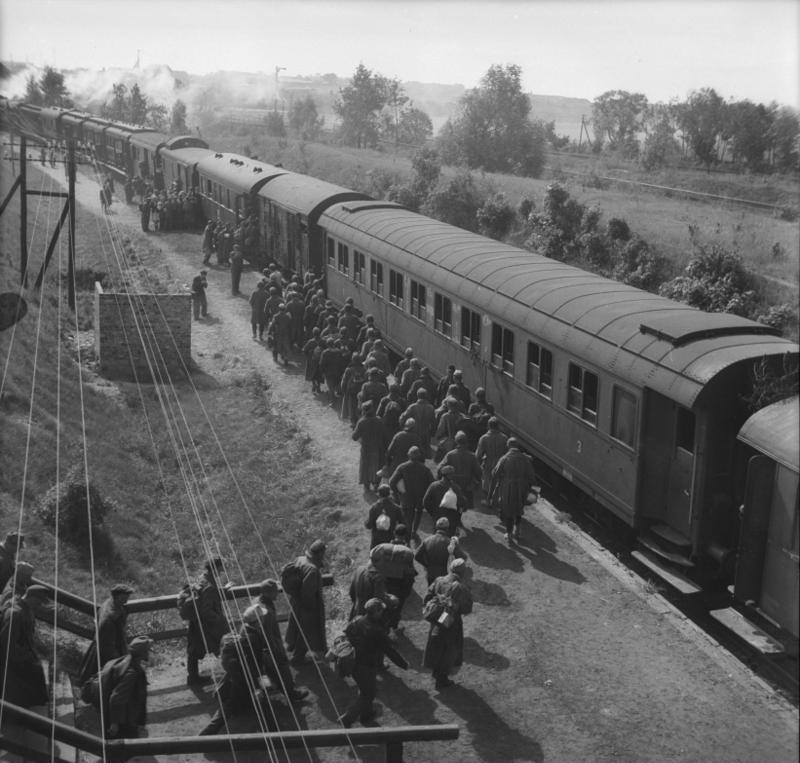
Jeden z transportów do Heimkehrerlager Gronenfelde w maju 1948

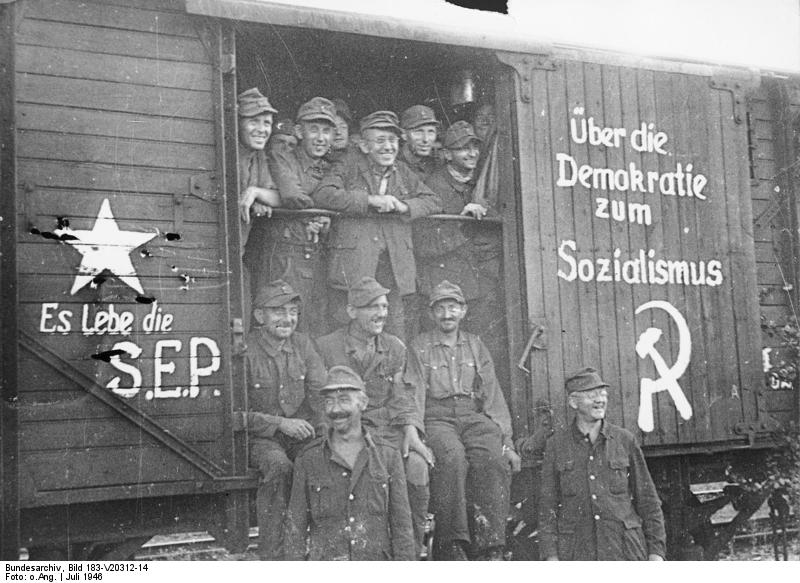
Przyjazd wypuszczonych jeńców wojennych ze Wschodu w lipcu 1946

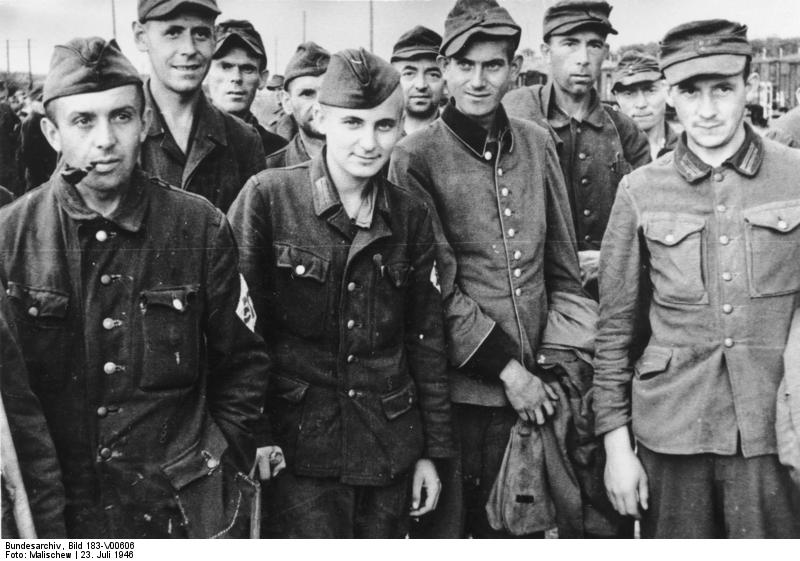
Jeńcy w obozie po powrocie z ZSRR (23 lipca 1946)

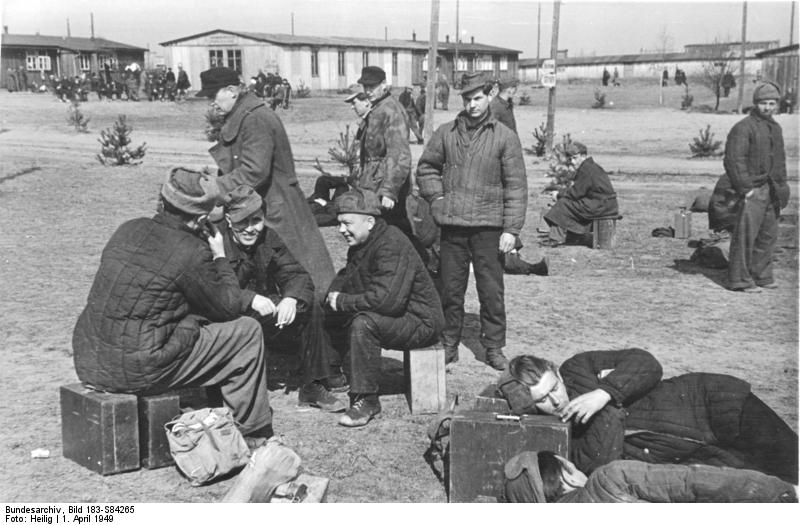
Jeńcy w obozie, wypuszczenie z niewoli w dniu 1 kwietnia 1949

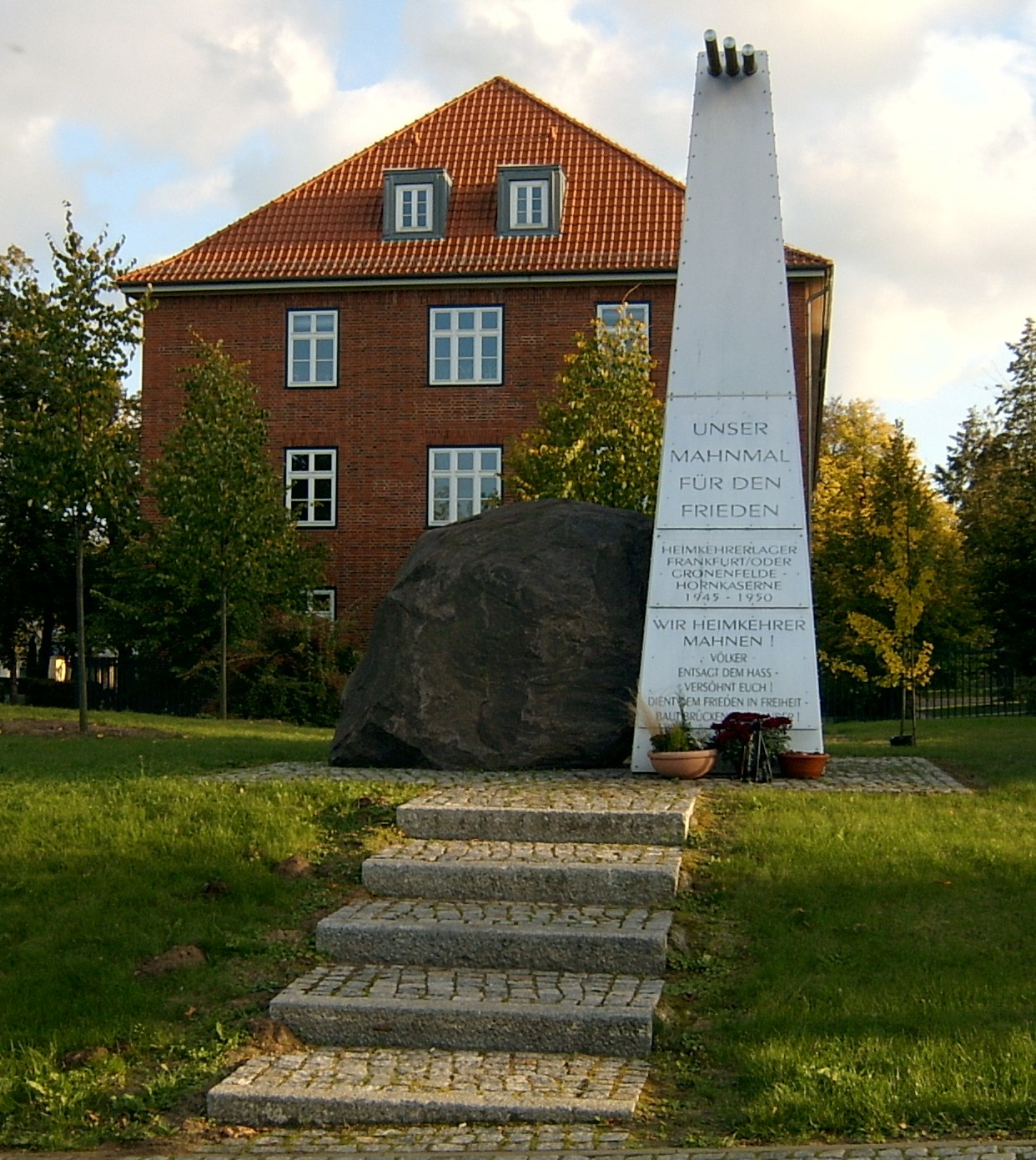
Pomnik na rzecz pokoju przed koszarami dawnego obozu

Heimkehrerlager Gronenfelde – obóz dla tzw. Heimkehrer (powracających do ojczyzny Niemców, byłych jeńców wojennych przetrzymywanych wcześniej w niewoli, głównie na terenie Związku Radzieckiego).

## Opis
Znajdował się na obrzeżach Frankfurtu nad Odrą, w majątku Gronenfelde na południe od Booßen, przy rozwidleniu torów kolejowych z Frankfurtu nad Odrą do Seelow i Rosengarten/Berlina. Dzisiaj na tym samym miejscu znajduje się składowisko odpadów Seefichten.
Po zakończeniu II wojny światowej był to największy obóz tego typu.
Alianci zachodni organizowali podobne obozy dla osób przemieszczonych po II wojnie światowej (ang. displaced persons camps).

## LiczbaHeimkehrer
| Rok  | Jeńcy wojenni | Internowani cywile | Internowani cywile | Internowani cywile |
| Rok  | Jeńcy wojenni | Mężczyźni          | Kobiety            | Dzieci             |
| ---- | ------------- | ------------------ | ------------------ | ------------------ |
| 1946 | 149 289       | 8972               | 6626               | 197                |
| 1947 | 218 736       | 12 593             | 10 403             | 94                 |
| 1948 | 334 571       | 4616               | 4743               | 81                 |
| 1949 | 386 687       | 5414               | 6283               | 134                |
| 1950 | 36 225        | 525                | 74                 | 8                  |
| Suma | 1 125 508     | 32 120             | 28 129             | 514                |